# 肯塔基美洲鱥
肯塔基美洲鱥（學名：Notropis albizonatus），為輻鰭魚綱鯉形目雅羅魚科的其中一種，被IUCN列為瀕危保育類動物，目前僅分布於北美洲美國阿拉巴馬州的油漆岩河和肯塔基州坎伯蘭河流域，本魚非常細長，呈圓柱形，體色呈稻草色，後部鱗片有深色邊緣，尾巴附近有一條深色銀色側條紋和一個斑點，深色側線上方有一條淺色條紋，體長可達5.6公分，棲息在水流清澈、底部多岩石、沙質的溪流中，在春末和夏季產卵，生活習性不明。